# Gesta Romanorum

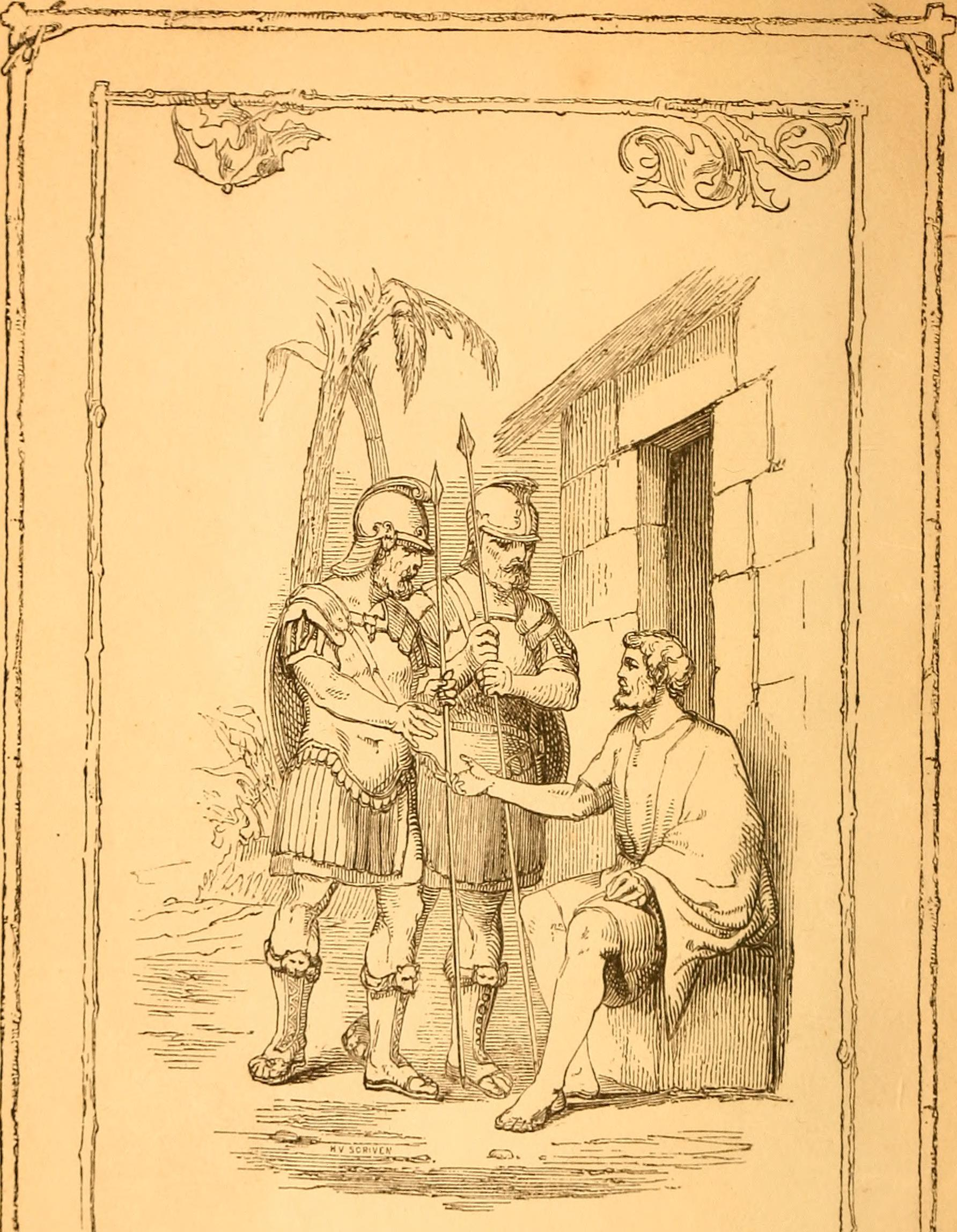

De Gesta Romanorum is een middeleeuws geschrift met een 200-tal moraliserende verhalen. De naam betekent Handelingen der Romeinen, omdat vele van de verhalen zich afspelen in de tijd van de Romeinse keizers. 
Tijdens de middeleeuwen ontstonden in de abdijen de verhalen als een mondelinge verhaaltrant, telkens met een morele les op het einde. Er bestaan vele varianten in talrijke manuscripten verspreid over het Rooms-Duitse Rijk, Italië en Engeland. De verhalen hebben vaak de vertelstructuur van een parabel uit het Evangelie, maar niet altijd. Ze handelen over rijkdom en armoede, gerechtigheid en onrechtvaardigheid, enz. Vaak wordt met contrasten gewerkt, bijvoorbeeld het verhaal over 2 koppels: een rijke soldaat heeft een lelijke vrouw en een arme soldaat heeft een mooie vrouw; de intrige begint wanneer de rijke soldaat een relatie wil met de mooie vrouw. Naar middeleeuwse normen treedt de duivel opvallend weinig op.
De verhalen zijn in het middeleeuws Latijn geschreven. Zo staat er bijvoorbeeld voor bos het woord foresta, en niet het klassieke Latijnse woord silva. Een van de opgenomen verhalen is dat van Barlaam en Josaphat.
In de 16e eeuw en later werden de verhalen in het Engels en het Duits vertaald en op vele exemplaren gedrukt, in plaats van overgeschreven door monniken. De Gesta Romanorum kenden een tweede maal succes. In het Engeland van koningin Elizabeth I waren het de meest populaire verhalen. Het aantal varianten nam nog toe over heel Europa, alsook de commentaren op de bestaande verhalen. De Gesta Romanorum waren een inspiratie onder meer voor Geoffrey Chaucer, William Shakespeare en Giovanni Boccaccio.

## Externe links

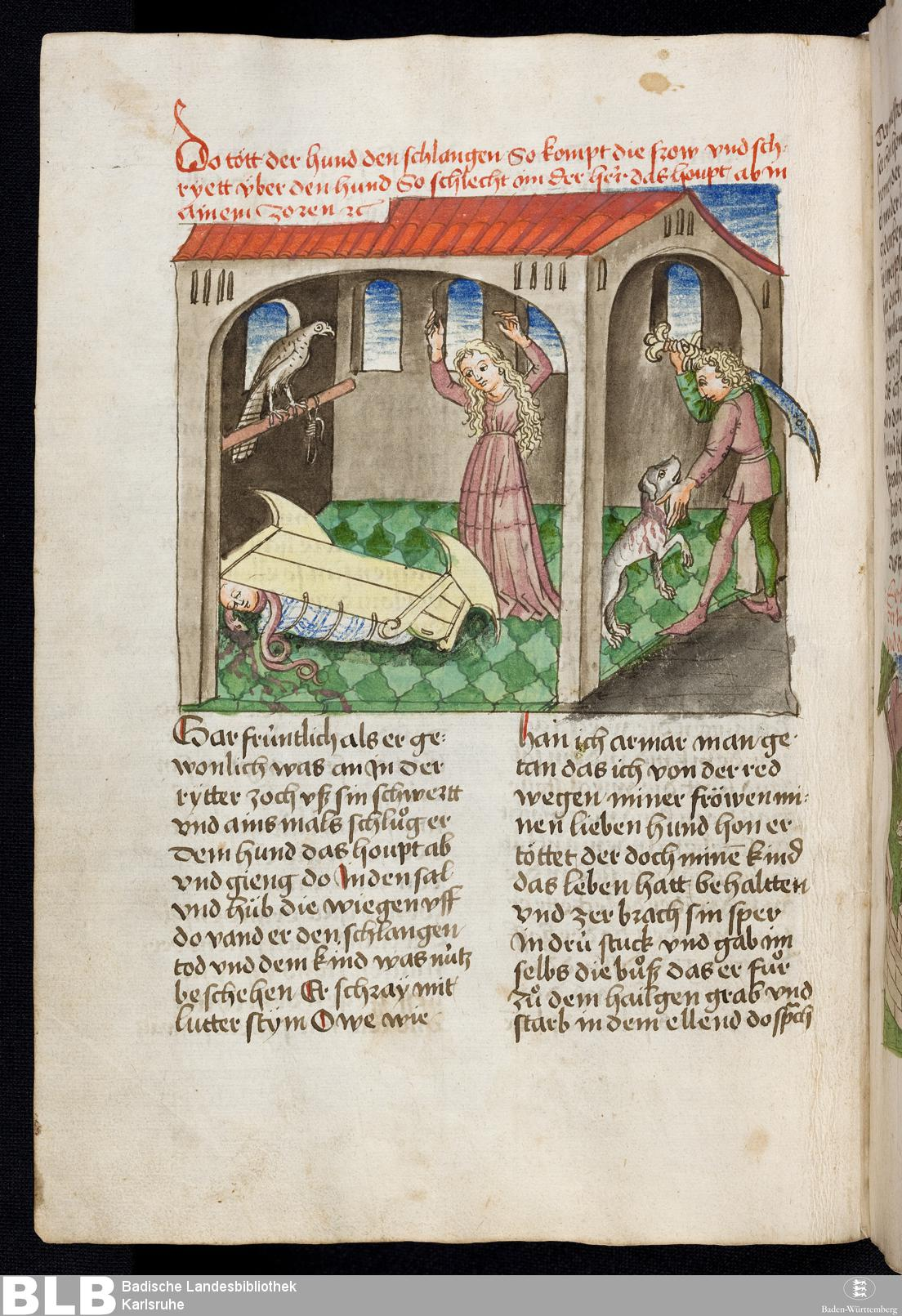
Manuscript in Donaueschingen
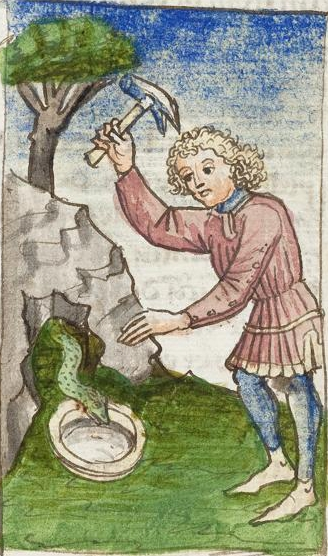
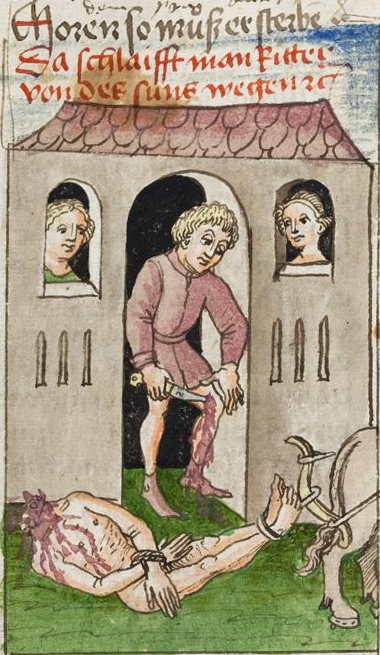
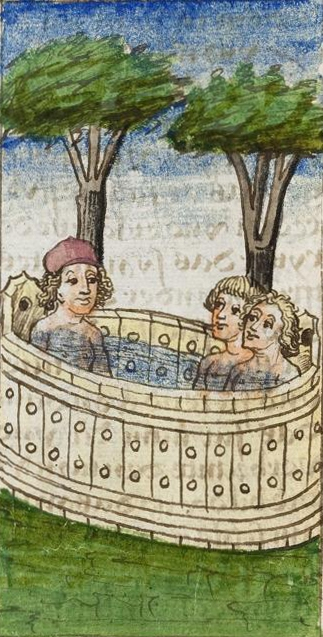
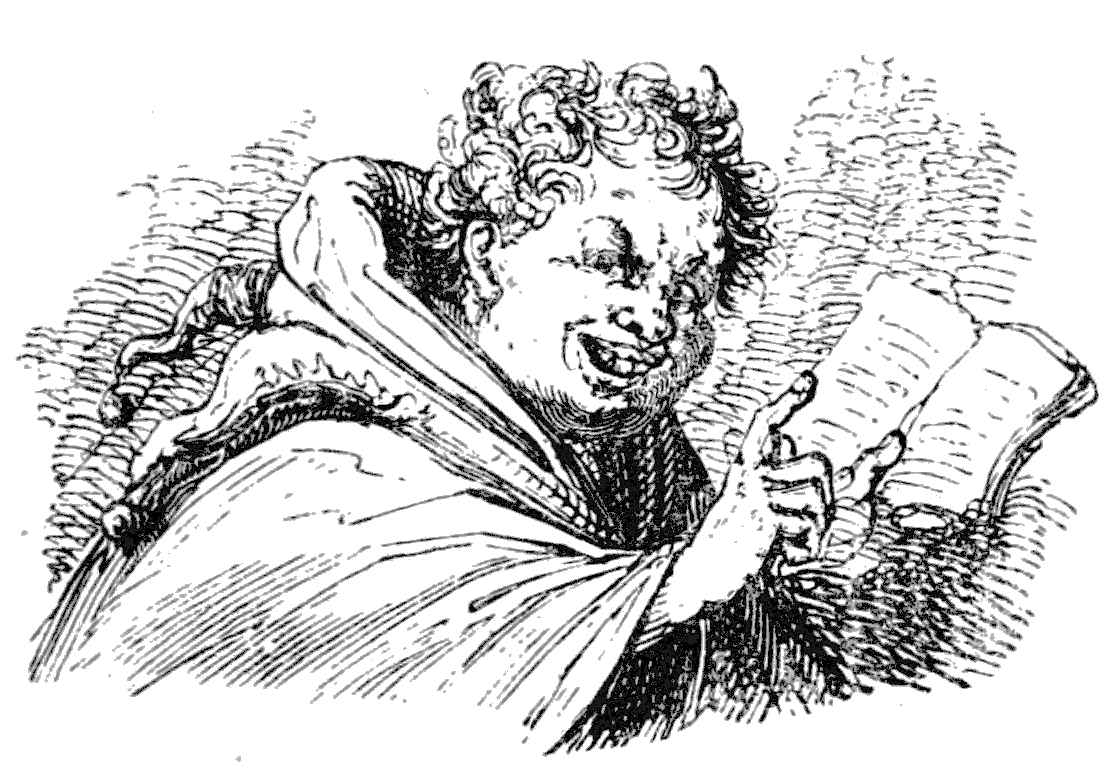
Illustratie uit Engelse vertaling